# Табуаделу
Табуаделу (порт. Tabuadelo; МФА: [tɐ.bu.ɐ.ˈde.ɫu]) — парафія в Португалії, у муніципалітеті Гімарайнш. Розташована в північно-західній частині країни, на теренах історичної португальської провінції Дору-Міню. Входить до складу округу Брага. За адміністративним поділом, чинним до 1976 року, терени парафії були складовою провінції Міню. Належить до Бразької архідіоцезії Католицької церкви. Патрон — святий Кипріан. Площа — 3,0929 км². Населення — 1555 ос. (2011). Сильно урбанізований регіон. Густота населення — 502,76 осіб/км²
. Код — 030869.

## Населення
| Кількість мешканців | Кількість мешканців | Кількість мешканців | Кількість мешканців | Кількість мешканців | Кількість мешканців | Кількість мешканців | Кількість мешканців | Кількість мешканців | Кількість мешканців | Кількість мешканців | Кількість мешканців | Кількість мешканців | Кількість мешканців | Кількість мешканців |
| ------------------- | ------------------- | ------------------- | ------------------- | ------------------- | ------------------- | ------------------- | ------------------- | ------------------- | ------------------- | ------------------- | ------------------- | ------------------- | ------------------- | ------------------- |
| 1864                | 1878                | 1890                | 1900                | 1911                | 1920                | 1930                | 1940                | 1950                | 1960                | 1970                | 1981                | 1991                | 2001                | 2011                |
| 338                 | 319                 | 319                 | 327                 | 349                 | 315                 | 343                 | 447                 | 553                 | 639                 | 887                 | 1 305               | 1 562               | 1 723               | 1 555               |